# David Batchelor
David Batchelor (17 juli 1955, Dundee) is een Schotse kunstenaar en schrijver.

## Leven en Werk
David Batchelor deed een bachelor Beeldende Kunst aan Nottingham Trent University (1975-1978) en een master Culturele studies op het Centre for Contemporary Cultural Studies aan de Universiteit van Birmingham.
Batchelor werkt vooral met licht en kleuren. Hij maakt kleurrijke lichtgevende installaties die onder andere verwijzen naar kleuren die hij vindt op de straten van Londen. Hij schreef en redigeerde ook een aantal boeken, zoals de anthologie Colour (Whitechapel/MIT Press, 2008, serie Documents of Contemporary Art) over het gebruik van kleur in hedendaagse kunst.
Zijn werk Electric Wallflower is opgenomen in de Caldic Collectie. Het was in 2005 te zien in de tentoonstelling I promise I love you in de Kunsthal.
In 2012 was zijn werk te zien tijdens de tentoonstelling Magic Hour in het Gemeentemuseum Den Haag, een overzichtstentoonstelling van 20 jaar met sculpturen, tekeningen en schilderijen.